# Ты кто такой? Давай, до свидания!
«Ты кто такой? Давай, до свидания!» — мейхана, ставшая интернет-мемом. Исполняют азербайджанские мейханисты и певцы братья Интигам и Эхтирам Рустамовы.

## История
Видео было снято 5 ноября 2011 года во время свадьбы в селе Тангерюд Астаринского района Азербайджана, впервые выложено на портал YouTube 25 января 2012 года представителем редакции газеты «Толыши Садо» и с тех пор, на момент октября 2023 года, набрало более 25 миллионов просмотров. Ролик демонстрирует состязание двух групп мейханистов, которые обыгрывали фразу «Ты кто такой? Давай, до свидания!». С одной стороны это были местные талышские мейханисты Интигам и Эхтирам Рустамовы, Ризван Шыхизаде и Хусейн Астаринский, а с другой — бакинские мейханисты Рашад Даглы, Эльшан Хазар и Парвиз Бюльбюля. Авторство ставшей популярной фразы принадлежит Интигаму Рустамову. Куплеты исполнялись на русском, азербайджанском и талышском языках. По словам братьев Рустамовых, эта мейхана была создана после того, как на свадьбе попросили исполнить что-нибудь на русском для московских родственников жениха.
В ходе исполнения в речитативах постоянно звучит фраза «Ты кто такой? Давай, до свидания!». Эта фраза из видеоролика талышского журналиста и правозащитника Гилала Мамедова стала популярным интернет-мемом. Мамедов позже был арестован. По мнению правозащитника Лейлы Юнус, преследование властей связано с комментарием, где говорится, что пока президент Алиев тратит миллионы на «Евровидение 2012», эта мейхана бесплатно стала популярной. По словам замначальника пресс-службы МВД Эхсана Захидова, Мамедов был арестован в связи с тем, что у него якобы было обнаружено и изъято 5 граммов героина, после чего был произведён обыск в его квартире, где при участии понятых якобы дополнительно было обнаружено и изъято 30 граммов героина. Международные организации, такие как «Amnesty International», и «Human Rights Watch», посчитали арест Гилала Мамедова политически мотивированным, и специальный докладчик ПАСЕ по политическим заключенным в Азербайджане Кристоф Штрессер включил его в список предполагаемых политических заключённых. 27 сентября 2013 года суд признал Мамедова виновным и приговорил его к пяти годам лишения свободы с отбыванием наказания в колонии строгого режима. С осуждением приговора выступили представитель ОБСЕ по вопросам свободы СМИ Дунья Миятович, руководители правозащитных организаций Азербайджана и России. 17 марта 2016 года президентом Ильхамом Алиевым был помилован.
По словам исполнителя мейханы Интигама Рустамова, Мамедов не является автором этой мейханы, как ошибочно сообщалось в ряде российских СМИ, он всего лишь загрузил видео на YouTube.
Впоследствии братья Рустамовы выпустили видеоклип-продолжение — «Я Интигам, ты кто такой? Я Эхтирам, ты кто такой?».

## Использование в политической жизни

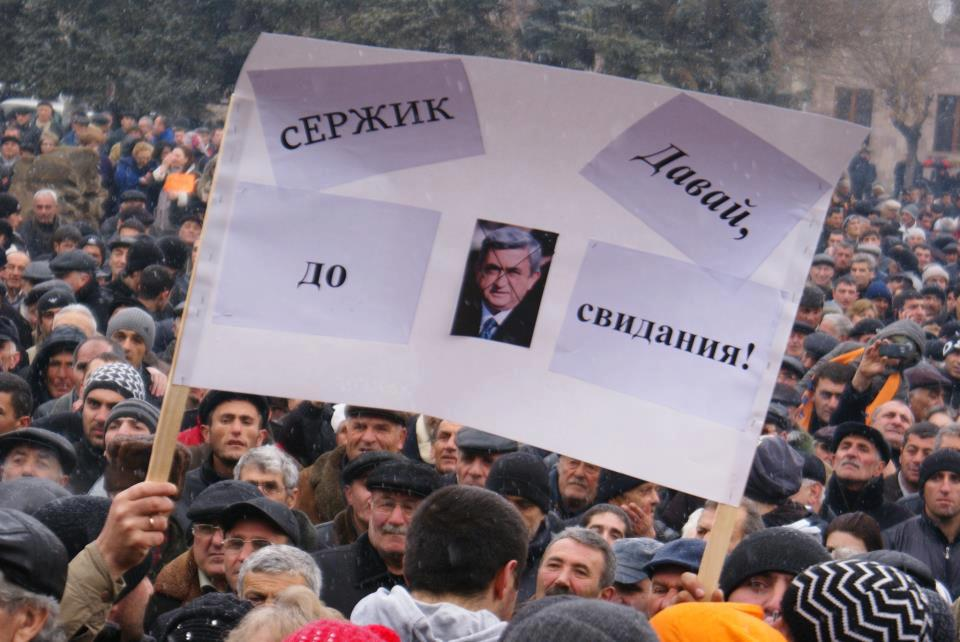
Во время протестов в Армении в связи с выбором президентом Сержа Саргсяна в 2013 году

Строчка из куплетов «Ты кто такой? Давай, до свидания» стала также популярной у российской оппозиции, которая призывала сказать «До свидания» бывшему министру внутренних дел Рашиду Нургалиеву, главе СК России Александру Бастрыкину и другим государственным деятелям. Хештег #путинтыктотакойдавайдосвидания, цитируемый российскими оппозиционными пользователями (координатор московского отделения Федерации автовладельцев Алексей Филин, активисты арт-группы «Война», пресс-секретарь депутата Государственной думы Ильи Пономарёва Данила Линделе), в мае 2012 года вышел на лидирующие позиции в мировом рейтинге тегов сети Twitter.
В августе 2012 года в сети появился ролик, в котором «Давай, до свидания» говорят уже грузинские оппозиционеры президенту Грузии Михаилу Саакашвили. Остальная часть песни, кроме этой строчки, поётся на грузинском языке.

## Другой общественный резонанс
Пародию на песню исполнил рэпер Тимати, зачитав с коллегами по цеху (L’One, ST, Nel, Jenee, 5 Плюх, Миша Крупин) дисс на Филиппа Киркорова (более 60 млн просмотров в 2022 году).
29 июня 2012 года исполнители мейханы братья Интигам и Эхтирам Рустамовы стали гостями передачи «Вечерний Ургант», где ими была исполнена эта мейхана.
Впоследствии деятельность братьев эпизодически освещалась русскоязычной прессой.